# Botstiber Institute for Austrian-American Studies

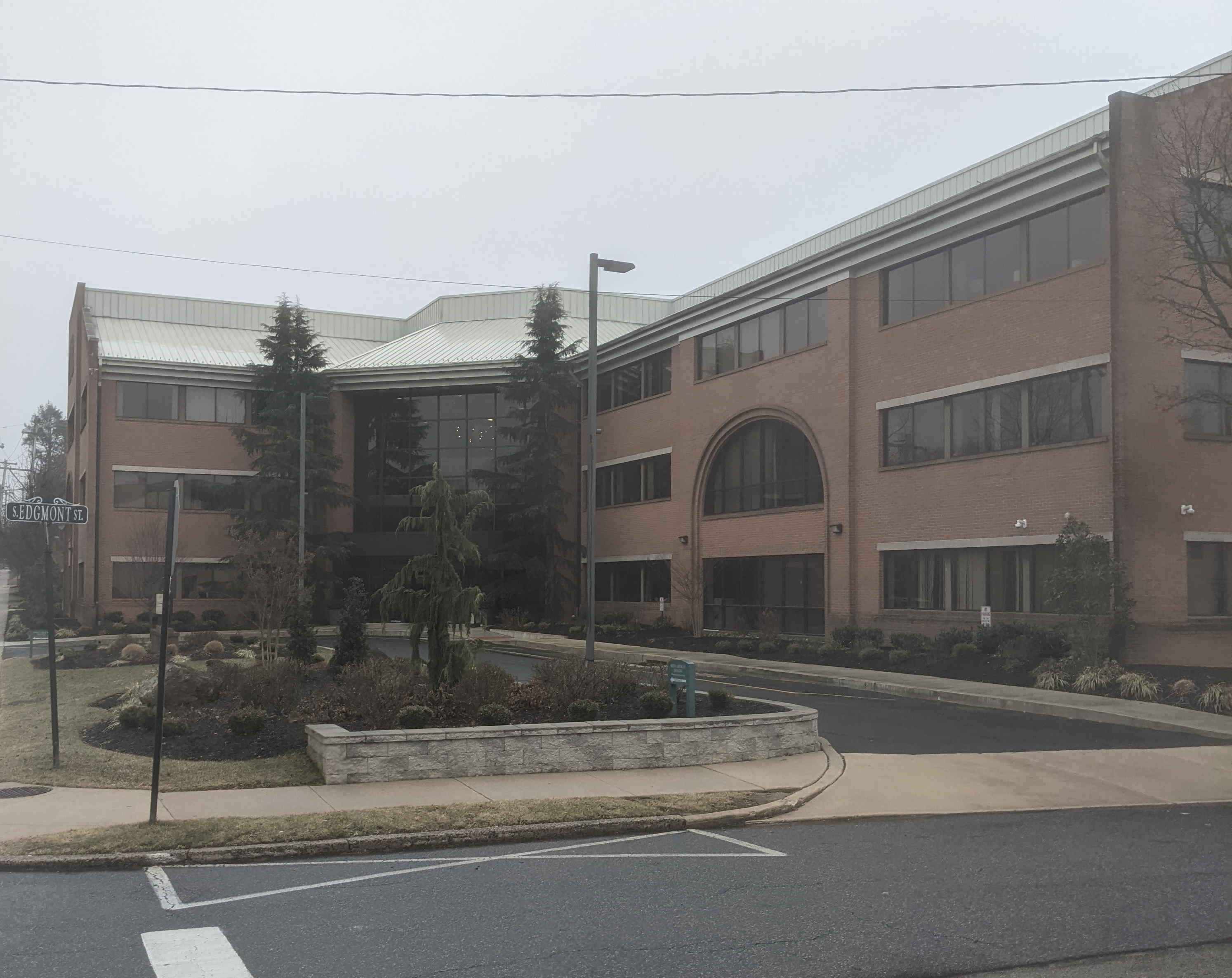
Sitz des BIAAS in Media

Das Botstiber Institute for Austrian-American Studies (BIAAS) ist eine Einrichtung, die sich mit den historischen Beziehungen zwischen Österreich und den USA befasst. Sie hat ihren Sitz in Media im Bundesstaat Pennsylvania und geht auf Dietrich Botstiber zurück, der nach dem „Anschluss“ Österreichs an das nationalsozialistische Deutschland 1938 in die Vereinigten Staaten emigrierte. 
Das BIAAS unterstützt Initiativen, die das Verständnis der Beziehungen zwischen den beiden Ländern vertiefen. Dabei arbeitet es vor allem mit vier Institutionen zusammen, dem Center Austria an der University of New Orleans, dem Center for Austrian Studies an der University of Minnesota, dem Austrian Cultural Forum in New York und dem Austrian Cultural Forum in Washington.
Dietrich W. Botstiber wurde 1912 in Wien geboren. Sein Vater Hugo Botstiber (1875–1941), der 1897 zum Katholizismus übertrat, leitete eine der bedeutenden Wiener Musikeinrichtungen, das Konzerthaus, als Generalsekretär der Wiener Konzerthausgesellschaft. 1935 schloss er sein Studium an der Technischen Hochschule Wien ab und wurde damit Diplom-Ingenieur. Seine Dissertation über Halbleiter musste er 1938 abbrechen, da er vor den Nazis fliehen musste. In den USA arbeitete er an Projekten in der Zigarrenherstellung, vor allem aber im Maschinenbau und an Hubschraubern. Er gründete die Technical Development Company (TEDECO), die sich auf Fehlersuche und Hochgeschwindigkeitsnetze spezialisierte, sowie auf die Luftfahrt. 1985 verkaufte er TEDECO. Botstiber verstarb am 21. Dezember 2002. 
Am 29. September 1995 unterzeichnete er die Gründungsurkunde seiner Stiftung. Diese Stiftung hat ihre Schwerpunkte nicht nur in der Forschung an den historischen Beziehungen zwischen den USA und Österreich, sondern befasst sich auch mit Arbeiten zur Vermeidung von Grausamkeiten an Tieren und Menschen, zu Reformen in der naturwissenschaftlichen Forschung, ebenso wie zu Technik und Wirtschaft und setzt Stipendien für Studierende und Lehrkräfte in diesen Bereichen aus. Dementsprechend bestehen heute das Botstiber Scholars Program, das Botstiber Institute for Austrian-American Studies, der Botstiber Fund for Food Security und Aid to Vulnerable Animals. 
Leiter der Einrichtung war zunächst Robert T. Boylan, der jedoch im Jahr 2002, noch vor dem Gründer verstarb.